# Clase Cheng Kung
La clase Cheng Kung es una serie de ocho fragatas lanzamisiles construidas por la República de China para su marina de guerra (ROCN) de la década de 1990 a los años dos mil.

## Diseño

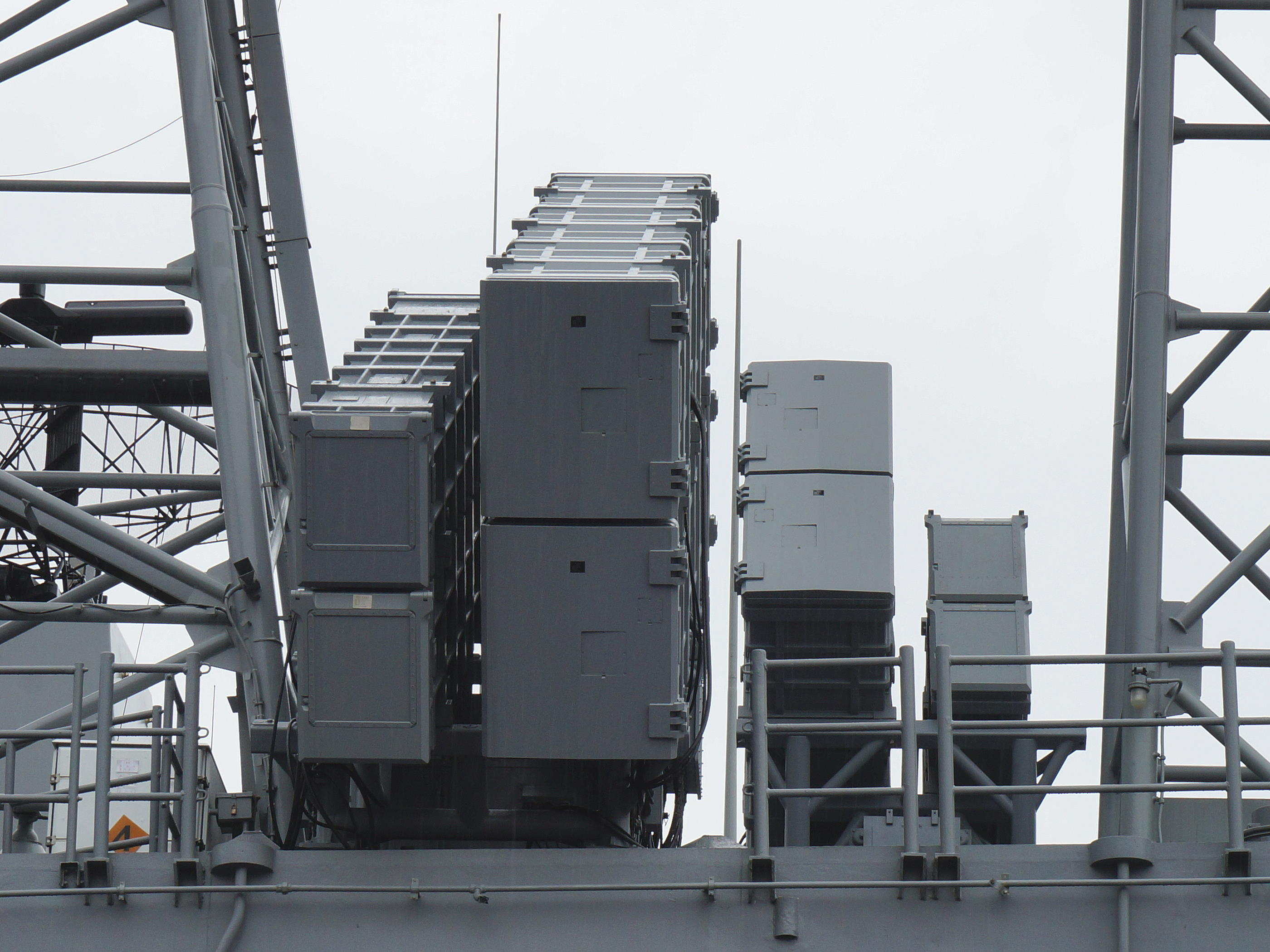
Lanzadores de misiles antibuque Hsiung Feng II y Hsiung Feng III

Su diseño está basado en la clase Oliver Hazard Perry de la Armada de los Estados Unidos. Es una fragata de 4169 t de desplazamiento (a plena carga) y 138 m de eslora, Es impulsada por dos (2) turbinas de gas General Electric LM2500 a 29 nudos.
Sus armas son un (1) cañón OTO Melara 76 mm, cuatro (4) misiles antibuque Hsiung Feng II, cuatro (4) misiles antibuque Hsiung Feng III y un lanzamisiles Mark 13 (cargado con misiles superficie-aire RIM-66 Block SM-2). Además, carga dos (2) tubos lanzatorpedos Mark 32 (cargados con torpedos Mark 46). También puede operar con dos (2) helicópteros Sikorsky S-70.

## Desarrollo
La construcción bajo licencia, a cargo del constructor China Shipbuilding Corporation (Kaohsiung), inició en 1990 con la colocación de la quilla de la primera unidad y finalizó en 2004 con la entrega de la última.

## Unidades
| Nombre           | Número   | Constructor                    | Iniciada | Botada | Asignada | Baja | Destino     |
| ---------------- | -------- | ------------------------------ | -------- | ------ | -------- | ---- | ----------- |
| ROCS Cheng Kung  | PFG-1101 | China Shipbuilding Corporation | 1990     | 1991   | 1993     |      | En servicio |
| ROCS Cheng Ho    | PFG-1103 | China Shipbuilding Corporation | 1990     | 1992   | 1994     |      | En servicio |
| ROCS Chi Kuang   | PFG-1105 | China Shipbuilding Corporation | 1991     | 1993   | 1995     |      | En servicio |
| ROCS Yueh Fei    | PFG-1106 | China Shipbuilding Corporation | 1992     | 1994   | 1996     |      | En servicio |
| ROCS Tzu I       | PFG-1107 | China Shipbuilding Corporation | 1994     | 1995   | 1997     |      | En servicio |
| ROCS Pang Chao   | PFG-1108 | China Shipbuilding Corporation | 1995     | 1995   | 1997     |      | En servicio |
| ROCS Chang Chien | PFG-1109 | China Shipbuilding Corporation | 1995     | 1996   | 1998     |      | En servicio |
| RCOS Tian Dian   | PFG-1110 | China Shipbuilding Corporation | 2002     | 2002   | 2004     |      | En servicio |